# Alfred Schmalzer
Alfred Schmalzer (født 28. oktober 1912, død 21. januar 1944) var en østrigsk håndboldspiller, som blandt andet deltog i OL 1936.
Han var en del af det østrigske håndboldlandshold, som vandt sølvmedalje. Han spillede i tre kampe, heriblandt finalen.